# Rethwiese
Die Rethwiese ist eine unbewohnte Insel im Schaalsee. Sie gehört zur Gemeinde Seedorf (Lauenburg), Kreis Herzogtum Lauenburg in Schleswig-Holstein, liegt aber direkt an der Grenze zu Mecklenburg-Vorpommern, die hier wenige Meter östlich der Insel durch den Schaalsee verläuft.
Die flache Insel ragt nur wenige Meter über den Wasserspiegel des Schaalsees, dessen Oberfläche etwa 35 Meter über NHN liegt, hinaus. Der aus einem eiszeitlichen Moränenrücken bestehende, gut fünf Meter über der Seeoberfläche liegende Inselkern ist waldbestanden, während die tiefer gelegenen Uferregionen der Insel von dichten Schilfgürteln umgeben sind.
Auf der Insel brüten zahlreiche Vogelarten. Rethwiese, das direkt am Rand des zu Mecklenburg-Vorpommern gehörenden Biosphärenreservats Schaalsee liegt, darf grundsätzlich nicht betreten werden.